# Jan Szwaja
Jan Szwaja pseud. Siekiera (ur. 1904, zm. 27 grudnia 1943 w Młodzawach) – działacz komunistyczny, oficer Gwardii Ludowej (GL), dowódca Okręgu GL Miechów i oddziału partyzanckiego GL.

## Życiorys
W latach 30. był nauczycielem wiejskim i działał w Komunistycznej Partii Polski (KPP). Po rozwiązaniu KPP w sierpniu 1938 wstąpił do Stronnictwa Ludowego (SL) i ZMW „Wici”. Wczesną wiosną 1942 wstąpił do PPR i GL i organizował komórki PPR i placówki GL na ziemi pińczowskiej i miechowskiej. Latem 1942 został dowódcą miechowskiego okręgu GL. W swojej działalności skupiał się głównie na rozbudowie placówek, grup wypadowych, garnizonów i oddziałów partyzanckich. Utworzył oddział partyzancki GL o nazwie „Mnich” (później przemianowany na „Młot”). 13 lutego 1943 został ciężko raniony wybuchem granatu wrzuconego do ziemianki przez nowo przyjętego do oddziału Edmunda Dobaja, który okazał się prowokatorem; oprócz Szwai zostało wówczas rannych jeszcze dwóch innych GL-owców, a 2 zginęło. We wrześniu 1943 „Siekiera” zorganizował kolejny oddział i został jego dowódcą. 12 października 1943 oddział ten, wspólnie z oddziałami Tadeusza Grochala „Tadka Białego”, „Stefana Koli” i „Zygmunta”, brał udział w walkach z hitlerowską obławą w lasach chroberskich w rejonie Kołkowa. Jednak grupa ta nie podejmowała poważniejszych działań przeciw Niemcom, za to swoimi rekwizycjami dawała się we znaki miejscowej ludności, która z tego powodu denuncjowała GL-owców do niemieckiej żandarmerii i do oddziałów Armii Krajowej, które pod koniec 1943 rozbiły oddział „Siekiery”, wskutek czego jego dowódca połączył jego resztki z oddziałem „Stefana Koli”. Wkrótce został zabity przez żandarmów w wyniku zdrady "Julii Białej". 
W Krakowie do 2017 istniała ulica jego imienia, nowym jej patronem został Władysław Konopczyński.

## Awanse
- oficer GL - 1942
- major - pośmiertnie

## Odznaczenia
- Order Krzyża Grunwaldu III klasy - 1948[3]